# 公文書管理委員会
公文書管理委員会（こうぶんしょかんりいいんかい）は、内閣府の審議会等で、公文書等の管理に関する法律に基づいて設置された機関である。2010年に第1回が開催されてから、2023年3月に開催回数が100回を迎えた。

## 委員
公文書等の管理に関して優れた識見を有する者のうちから、内閣総理大臣が任命するとされている。
2022年11月現在の委員は以下の通り。
- 委員長 小幡純子
- 委員長代理 池田陽子
- 委員 伊藤正次
- 委員 上原哲太郎
- 委員 川島真
- 委員 木村琢磨
- 委員 森本祥子
- 専門委員 岩崎尚子
- 専門委員 南雲岳彦